# أدريانو تيكسييرا
أدريانو فيليكس تيكسييرا (بالبرتغالية: Adriano Félix Teixeira‏) (7 أبريل 1973 بفورتاليزا في البرازيل - ) هو لاعب كرة قدم برازيلي في مركز الدفاع. لعب مع سلتا فيغو وكولتورال ديبورتيفا ليونيسا ونادي سبورت ريسيفه ونادي فاسكو دا غاما ونادي فلومينينسي ونادي كومبوستيلا ونادي فيروفياريا ونادي سانتا كروز.

## وصلات خارجية
- ادريانو تيكسيرا على موقع قاعدة بيانات كرة القدم.إي يو (الإنجليزية)
- ادريانو تيكسيرا على موقع ناشيونال فوتبول تيمز (الإنجليزية)
- ادريانو تيكسيرا على موقع Soccerway.com (الإنجليزية)